# Porta Venezia
Porta Venezia is een metrostation in de Italiaanse stad Milaan dat werd geopend op 1 november 1964 en wordt bediend door lijn 1 van de metro van Milaan alsmede door de ferrovie suburbane.

## Geschiedenis
In het metroplan van 1952 was onder het Piazza Oberdan een kruisingsstation tussen lijn 1 en lijn 4 opgenomen. Het plan werd in 1955 goedgekeurd en in 1957 begon de bouw van lijn 1 waaronder station Oberdan. Het ondiep gelegen zuilenstation voor lijn 1 werd met de Milanese methode onder de Corso Buenos Aires ten noorden van het plein gebouwd. Met het oog op de destijds geplande oost-westlijn 4 en de verwachtte overstappers kreeg het station een zeer grote verdeelhal. Op 1 november 1964 was het een van de 21 initiële stations van de Milanese metro. Het station kreeg toen ook de naam Porta Venezia (Venetiaanse poort) naar de stadspoort op de noordoostpunt van de oude binnenstad die aan het Piazza Oberdan staat. De bouw van lijn 4 liet op zich wachten terwijl vooral lijn 2 van de metro in de jaren 70 van de 20e eeuw regelmatig overbelast raakte door overstappende forensen. Om forensen zonder overstap tot in de binnenstad te kunnen vervoeren werd in 1983 besloten tot de aanleg van de Passante Ferroviario onder het tracé waar tot 1931 de spoorlijn door de stad liep. In plaats van een kruisende lijn aan de zuidkant kwam de passante aan de noordkant van het station te liggen. Voor de passante werden tussen de metrotunnel en het Piazza Otto Novembre betonnen kokers in de bodem gedrukt die samen een gewelf vormen. Vervolgens is de grond onder de kokers weggegraven om ruimte te maken voor perrons en sporen. Boven de sporen is de verdeelhal aan het gewelf opgehangen. Op 21 december 1997 ging de pendeldienst op het westelijk deel van de passante van start met Porta Venezia als oostelijk eindpunt. Sinds 30 juni 2002 is ook het deel ten oosten van Porta Venezia in gebruik. In 2005 werd het tracé van lijn 4 herzien zodat deze Porta Venezia niet zal aandoen.

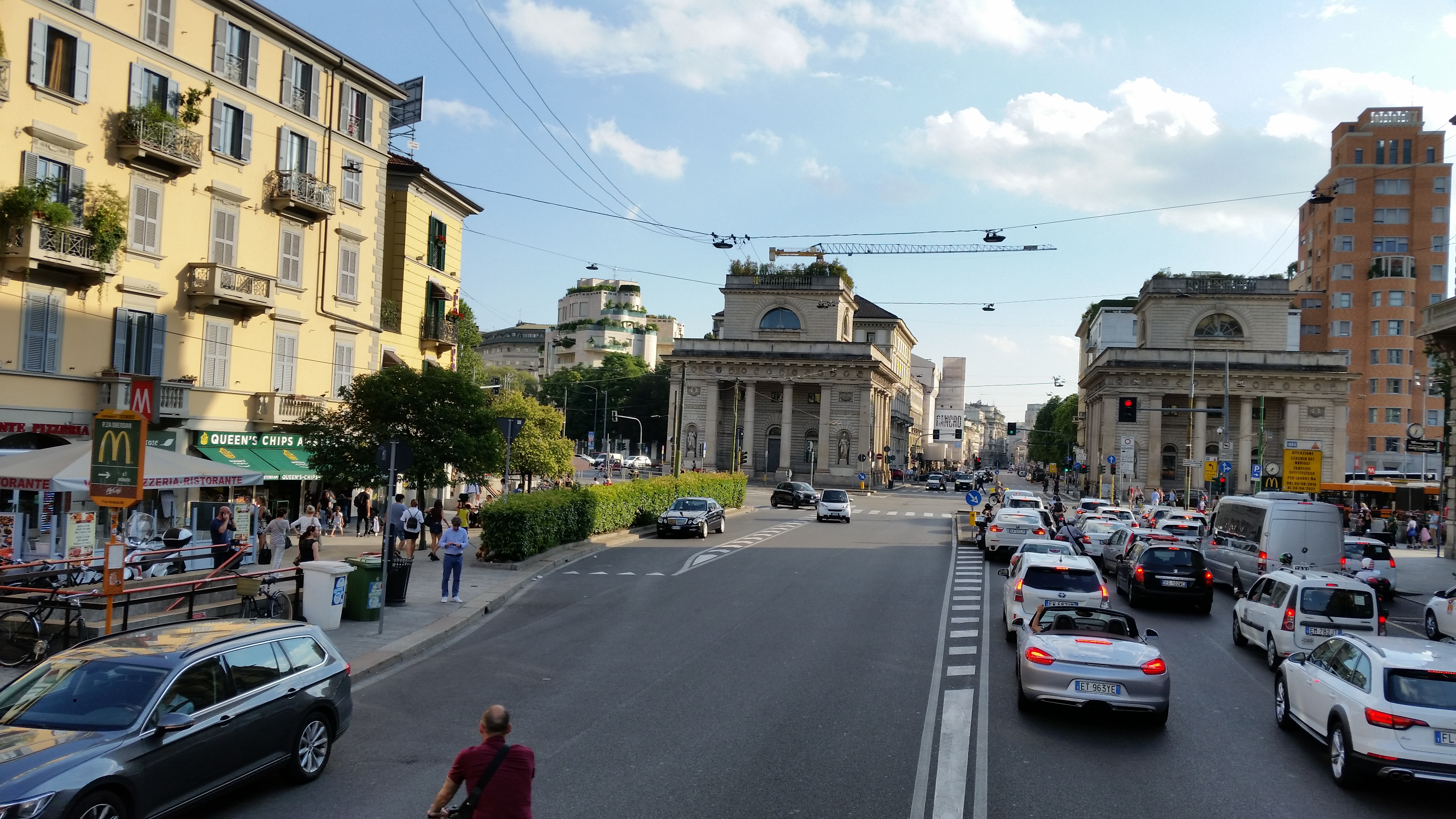
De naamgevende Porta Venezia gezien uit het noorden
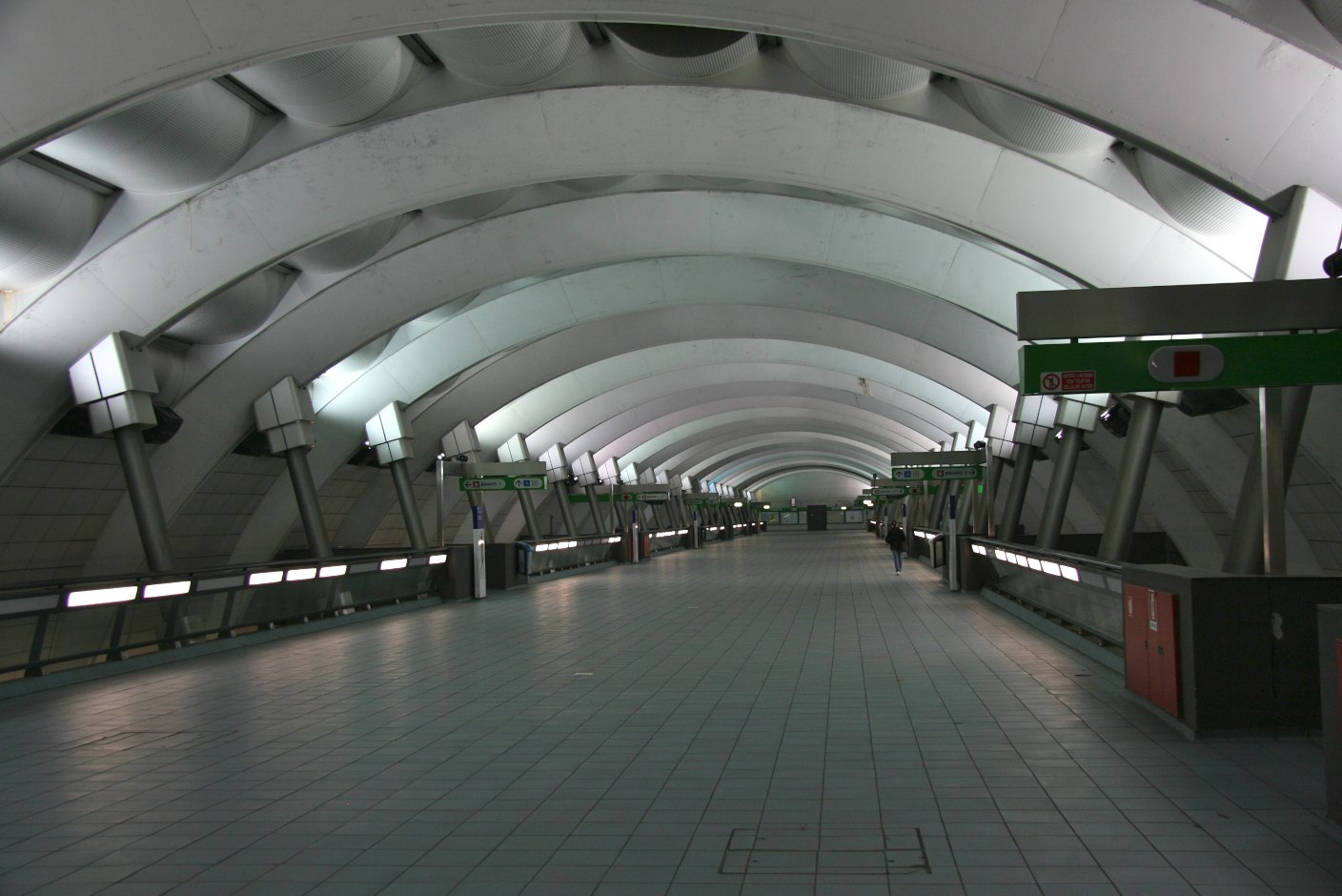
De opgehangen verdeelhal onder het gewelf van betonnen kokers
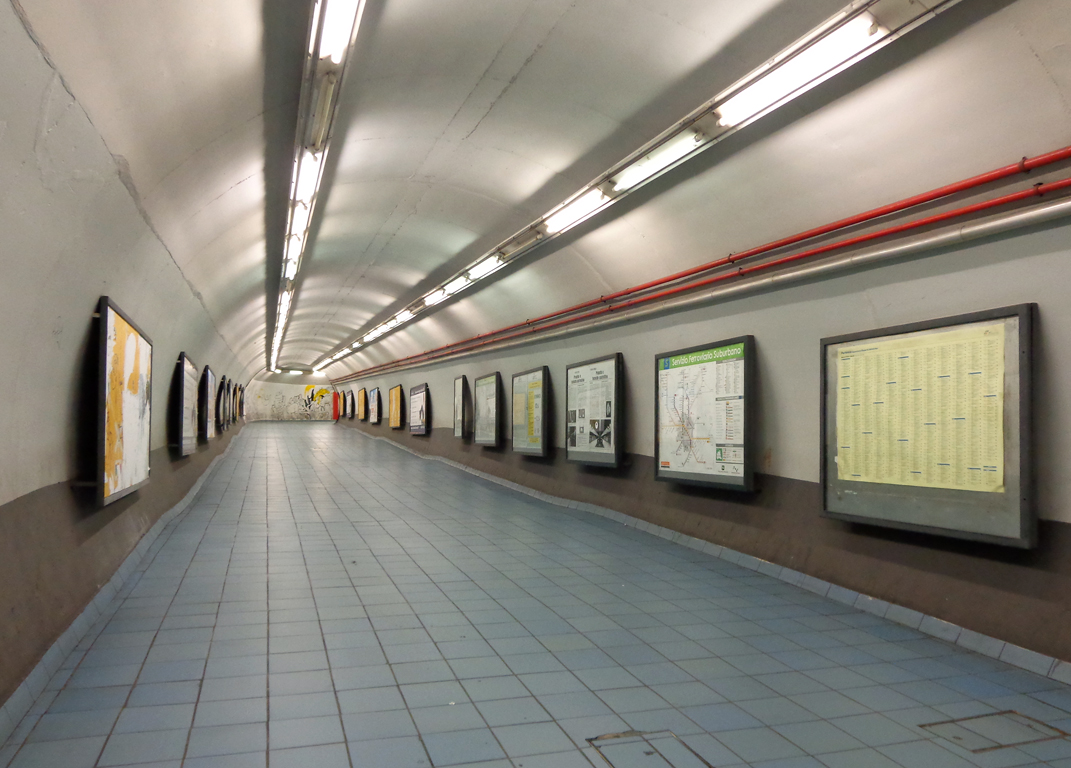
De gang tussen metro en passante

## Ligging en inrichting
De zijperrons van lijn 1 liggen noord-zuid op 702 meter van het noordelijker gelegen Lima en 604 meter van het zuidelijker gelegen Palestro. Naast de doorgaande sporen aan de kant van Palestro ligt nog een opstelspoor waar treinen uit zuidelijke richting kunnen keren. De zijperrons van de passante liggen oost-west onder de Viale Regina Giovanna en zijn 250 meter lang. Het noordelijkste perron langs spoor 1 wordt gebruikt door het stadsgewestelijk net in oostelijke en zuidelijke richting. De treinen in de andere richting maken gebruik van spoor 2. De zuidelijke toegangen tot het station liggen bij de Piazza Oberdan, de ingangen aan de Corso Buenos Aires en het Piazza Santa Francesca Romana liggen tussen metro en passante terwijl de oostelijke toegangen bij het Piazza VIII Novembre liggen. De muren bij de metroperrons zijn in juni 2018 door geldschieter Netflix ter ondersteuning van de Gay Pride in de kleuren van de regenboog geschilderd. Dit was bedoeld als tijdelijke actie maar in augustus 2018 willigde ATM het verzoek van burgemeester Beppe Sala in om het zo te laten als steun aan de homobeweging.